# Toyokawa
Toyokawa (jap. 豊川市, -shi) ist eine Stadt in der Präfektur Aichi auf Honshū, der Hauptinsel von Japan. 

## Geographie
Toyokawa liegt nördlich von Toyohashi und südlich von Okazaki.

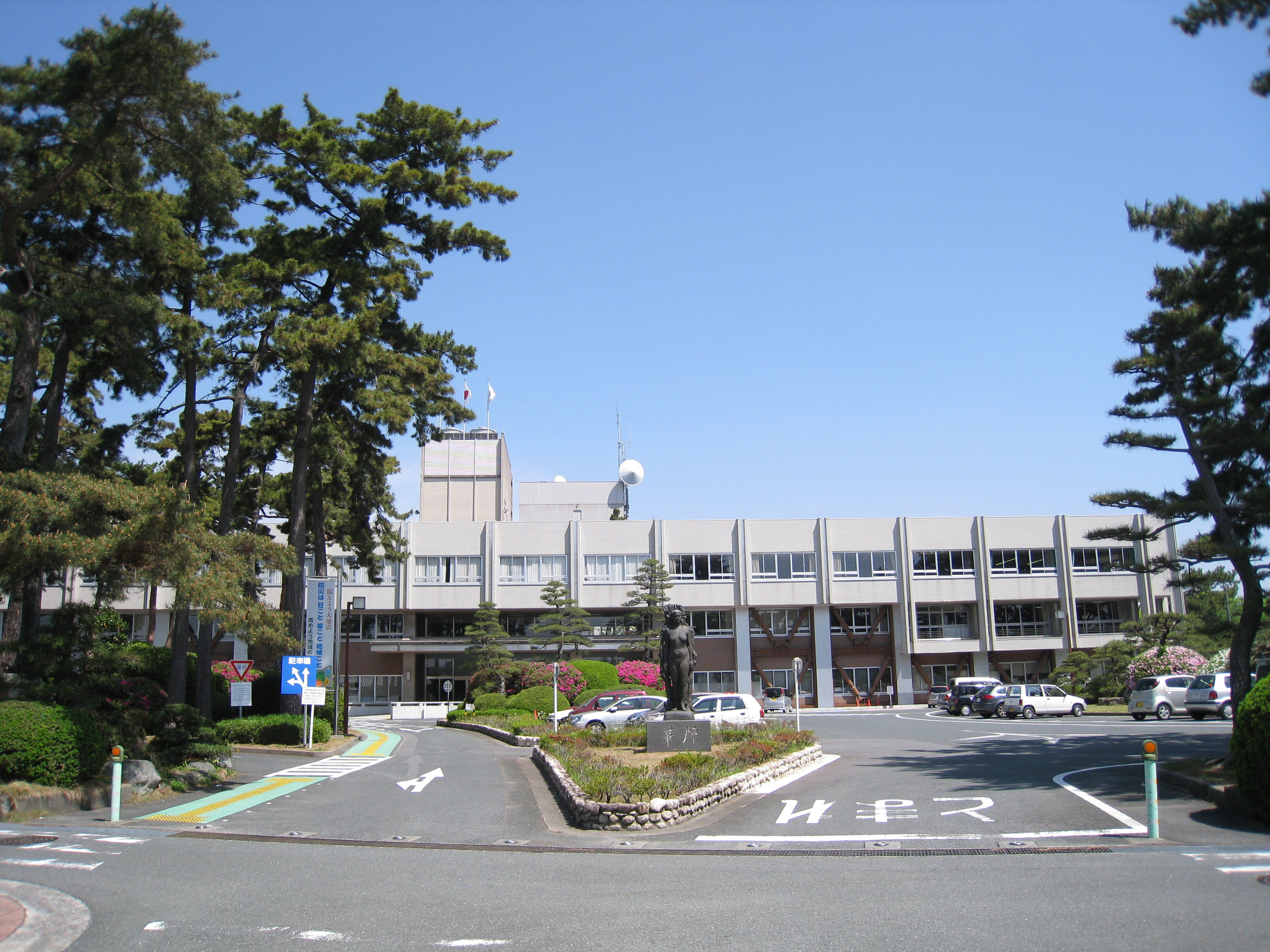
Rathaus

## Geschichte
Die Stadt Toyokawa wurde am 1. Juni 1943 gegründet.
Im Rahmen des Zweiten Weltkriegs wurde die Stadt zwischen Dezember 1944 und Juli 1945 mehrfach durch die United States Army Air Forces (USAAF) bombardiert. Der folgenschwerste Angriff war ein Flächenbombardement mit Napalmbomben am 3. Juli 1945. Die Angriffe zerstörten rund 85 % des Stadtgebietes und forderten 1.000 Tote (siehe Luftangriffe auf Japan).

## Sehenswürdigkeiten

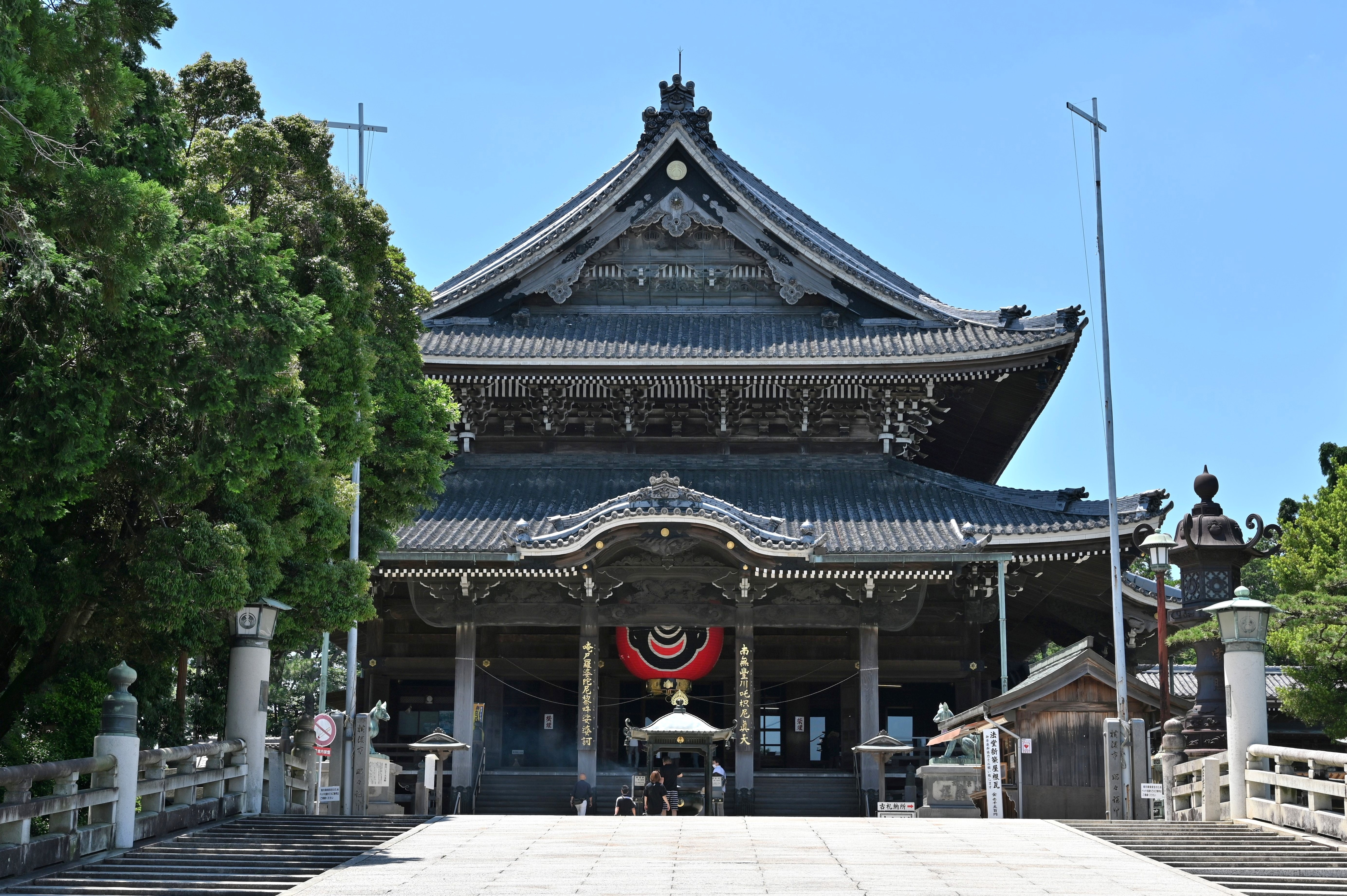
Toyokawa Inari

- Toyokawa Inari, buddhistischer Tempel
- Toga Jinja, Shintō-Schrein

## Verkehr
Toyokawa ist über die Tōmei-Autobahn sowie über die Nationalstraße 1 in Richtung Tokio oder Nagoya erreichbar. 
Die Stadt liegt an der von JR Central betriebenen Iida-Linie und an der Meitetsu Nagoya-Hauptlinie. Die Verbindung zwischen diesen beiden Strecken stellt die Meitetsu Toyokawa-Linie her, die vom Bahnhof Kō zum Bahnhof Toyokawa führt.

## Partnerstädte
Toyokawa unterhält seit 1978 eine Partnerschaft mit dem amerikanischen Cupertino.

## Persönlichkeiten
- Hideyuki Matsui (* 1964), Radrennfahrer
- Hirakawa Toshio (1924–2006), japanischer Maler und Holzschnittkünstler
- Yuka Katō (* 1986), Schwimmerin
- Yukinari Sugawara (* 2000), Fußballspieler

## Angrenzende Städte und Gemeinden
- Toyohashi
- Okazaki
- Shinshiro